# زجاج معشق

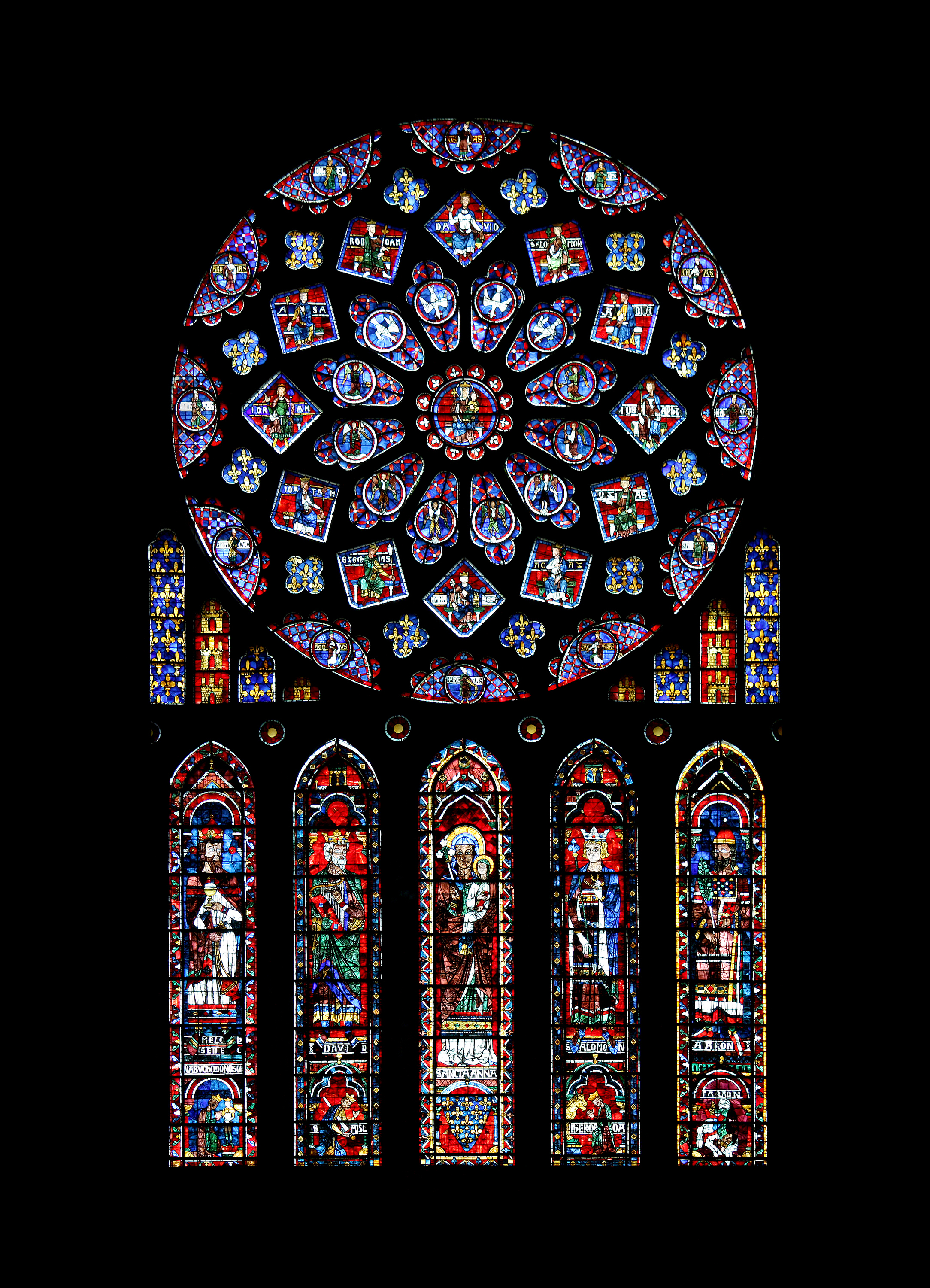
زجاج معشق في كاتدرائية شارتر

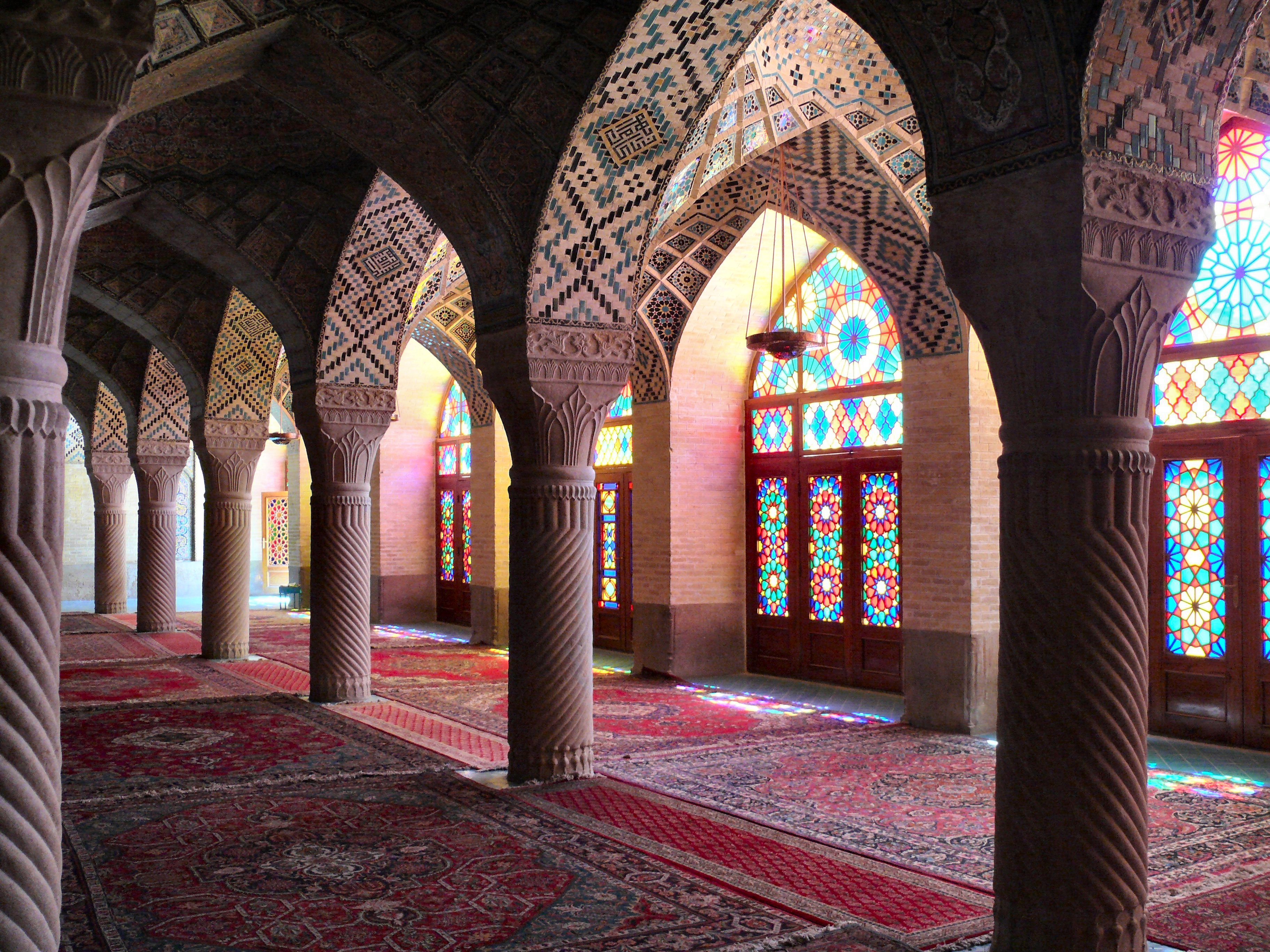
زجاج معشق في مسجد نصير الملك في شيراز

يمكن أن يشير المصطلح «زجاج معشق» إلى الزجاج الملون كمواد أو إلى أعمال مكونة منه. طوال تاريخه الممتد إلى ألف عام، طُبِق المصطلح بشكل شبه حصري على نوافذ الكنائس والمباني الدينية الهامة الأخرى. على الرغم من أن لوحات الفنانين المعاصرين بالزجاج المعشق مصنوعة تقليديًا على شكل ألواح مسطحة وتستخدم كنوافذ، لكنها تشمل أيضًا هياكل ثلاثية الأبعاد ومنحوتات. امتد الاستخدام العامي الحديث لمصطلح «الزجاج المعشق» في كثير من الأحيان ليشمل الزجاج المعشق بقضبان الرصاص والأعمال الفنية المصنوعة من زجاجيات الرقائق مثل مصابيح لويس كومفورت تيفاني الشهيرة.
مادة الزجاج المعشق عبارة عن زجاج لُوِّن عن طريق إضافة الأملاح المعدنية أثناء صنعه. يُصنَع الزجاج الملون من ألواح زجاجية معشقة ترتب فيها قطع صغيرة من الزجاج لتشكيل أنماط أو صور، وتُجمع معًا (تقليديًا) بشرائط من الرصاص وتُدعم بإطار صلب. وغالبًا ما تُستخدم التفاصيل المطلية والبقع الصفراء لتحسين التصميم. يطبق مصطلح الزجاج المعشق أيضًا على الألواح الزجاجية التي تطلى بالألوان ويُدمج اللون مع الزجاج في الفرن.
يتطلب الزجاجُ المعشق باعتباره فن وحرفة مهارةً فنية لتصور تصميم مناسب وعملي، ومهارات هندسية لتجميع القطعة. يجب أن تتناسب النوافذ بشكل مريح مع المساحة التي صُنِعت من أجلها، ويجب أن تقاوم الرياح والأمطار، وأيضًا يجب أن تدعم وزنها، خاصة في الألواح الزجاجية الكبيرة. صمدت العديد من النوافذ الكبيرة أمام اختبار الزمن وبقيت سليمة بصورة ملحوظة منذ العصور الوسطى المتأخرة. وفي أوروبا الغربية شكلت الشكل الرئيسي للفن التصويري الذي يمكن أن يستمر. في هذا السياق، كان الغرض من النافذة الزجاجية المعشقة هو عدم السماح لمن هم داخل المبنى برؤية العالم في الخارج أو حتى في المقام الأول أن يسمحوا للضوء بالمرور، بل تحكموا فيه. لهذا السبب وصِفت النوافذ الزجاجية المعشقة بأنها «زخارف جدارية مضيئة».
قد يكون تصميم النافذة تجريديًا أو تمثيليًا، ربما يجسد سردًا مستمدًا من الكتاب المقدس أو التاريخ أو الأدب، قد يمثل القديسين أو الرعاة، أو يستخدم زخارف رمزيةً في الشعارات الخاصة بالنبالة. قد تكون النوافذ داخل المبنى موضوعية، على سبيل المثال: داخل الكنيسة -حوادث من حياة المسيح، داخل مبنى البرلمان -دروع الدوائر الانتخابية، داخل قاعة الكلية -شخصيات تمثل الفنون والعلوم، أو داخل المنزل -النباتات أو الحيوانات أو المناظر الطبيعية.
ما يزال الزجاج المعشق شائعًا حتى اليوم، ولكن يشار إليه غالبًا على أنه زجاج الفن. وهو منتشر في المنازل الفاخرة والمباني التجارية وأماكن العبادة. يجري التعاقد مع الفنانين والشركات لإنشاء زجاج الفن الجميل بدءًا من القباب، والنوافذ، وباكسبلاشس، إلخ.

## إنتاج الزجاج
خلال أواخر العصور الوسطى، أنشئت مصانع للزجاج حيث كان هناك إمدادات جاهزة من السيليكا، وهي المادة الأساسية لصناعة الزجاج. تتطلب السيليكا درجة حرارة عالية جدًا للانصهار، وهو أمر لم تتمكن جميع مصانع الزجاج من تحقيقه. يمكن إضافة مواد مثل البوتاس والصودا والرصاص لخفض درجة حرارة الانصهار. تُضاف مواد أخرى مثل الجير، لإعادة بناء الشبكة الضعيفة وجعل الزجاج أكثر استقرارًا. يُلون الزجاج عن طريق إضافة مساحيق الأكاسيد المعدنية أو معادن مقسمة بدقة أثناء وجوده في حالة منصهرة. تنتج أكاسيد النحاس لونًا أخضرًا أو أخضرًا مزرقًا، ويصنع الكوبالت اللون الأزرق الداكن، بينما ينتج الذهب الزجاج الأحمر النبيذي والبنفسجي. يُنتج الكثير من الزجاج الأحمر الحديث باستخدام النحاس، وهو أقل تكلفة من الذهب ويعطي إشراقًا، ومزيدًا من الظل القرمزي من اللون الأحمر. يُعرف الزجاج الملون في وعاء الصلصال في الفرن باسم وعاء الزجاج المعدني، بدلًا من الزجاج الملمع.

### زجاج الأسطوانة أو الأنبوب
باستخدام أنبوب النفخ، تؤخذ «مجموعة» (كرة) من الزجاج المنصهر من تسخين الوعاء في الفرن. تُشكل المجموعة إلى الشكل الصحيح وتنفخ فقاعة الهواء فيه. باستخدام الأدوات المعدنية، وقوالب الخشب التي تبلل في الماء، والجاذبية، يجري التلاعب في المجموعة لتشكيل شكل أسطواني طويل. وعندما يبرد، يُعاد تسخينه بحيث يمكن متابعة التلاعب. أثناء العملية، يُزال الجزء السفلي من الأسطوانة. بمجرد وصولها إلى الحجم المطلوب، تترك لتبرد. يُفتح أحد جانبي الأسطوانة. يوضع في فرن آخر لتسخينه وتسويته بسرعة، ثم يوضع في مصِلّب ليبرد بمعدل ثابت، ما يجعل المادة أكثر ثباتًا. الأسطوانة «المنفوخة يدويًا» (والتي تسمى أيضًا الزجاج على هيئة قرص) والزجاج التاجي هي الأنواع المستخدمة في النوافذ الزجاجية المعشقة القديمة. كانت النوافذ الزجاجية المعشقة عادةً في الكنائس والمعابد وكذلك في العديد من المباني التي تحظى باحترام كبير.

### الزجاج التاجي
يُكون هذا الزجاج المنفوخ يدويًا عن طريق نفخ فقاعة من الهواء في مجموعة من الزجاج المنصهر ثم تدويره، إما باليد أو على طاولة تدور بسرعة مثل عجلة الخزاف. تسبب قوة الطرد المركزي تفتح الفقاعة المنصهرة وتسطحها. ويمكن بعد ذلك أن تقطع إلى ألواح صغيرة. الزجاج المتكوّن بهذه الطريقة يمكن أن يكون معشقًا ويُستخدم للنوافذ الزجاجية الملونة، أو غير ملوّن مثلما يُرى في النوافذ ذات الألواح الزجاجية الصغيرة في المنازل التي يعود تاريخها إلى القرنين السادس عشر والسابع عشر. الموجات المنحنية متحدة المركز، هي سمة من سمات العملية. يتعرض مركز كل قطعة من الزجاج، المعروفة باسم «عين الثور»، إلى تسارع أقل أثناء الدوران، لذا يبقى أكثر سمكًا من باقي اللوح. لديه أيضًا نتوء زجاجي مميز خَلَفَه قضيب «البونتيل»، الذي يحمل الزجاج أثناء تدويره. هذه النوعية الكاسرة للأشعة والمتكتلة تعني أن عيون الثيران أقل شفافية، لكنها ما تزال تستخدم للنوافذ، سواء الداخلية أو الكنسية. ما يزال الزجاج التاجي مصنوعًا حتى اليوم، ولكن ليس على نطاق واسع.

### الزجاج المدرفل
يتم إنتاج الزجاج المدرفل (والذي يطلق عليه أحيانًا «زجاج الطاولة») عن طريق صب الزجاج المنصهر على طاولة معدنية أو غرافيت ودلفه على الفور في لوح باستخدام أسطوانة معدنية كبيرة، على غرار فرد عجينة الفطيرة. يمكن القيام بالدرفلة باليد أو بالآلة. يمكن درفلة الزجاج «درفلةً مزدوجةً»، ما يعني تمريره من خلال أسطوانتين في وقت واحد (على غرار عصارات الملابس في الغسالات القديمة) لإنتاج زجاج بسماكة محددة (عادةً نحو 1\8 إنش أو 3 ميليمتر). ثم يُصلب الزجاج. أنتِج الزجاج المدرفل تجاريًا لأول مرة في منتصف الثلاثينيات من القرن العشرين، ويستخدم على نطاق واسع اليوم. يطلق عليه غالبًا زجاج الكاتدرائية، لكن لا علاقة له بالكاتدرائيات التي تعود للعصور الوسطى، إذ كان الزجاج المستخدم مشكلًا بالنفخ اليدوي.

### اصل انتاج هذه الحرفه
لعبت الحضارة الإسلامية دوراً رئيسياً في إلهام فن الزجاج المعشق من القرن الثامن فصاعداً. حيث تحولت المساجد والمنازل والمدن إلى مساحات جميلة مزينة بالزجاج، وقد كان الجمال والوظيفة عنصرين أساسيين في التصميم في الحضارة الإسلامية، ربما في محاولة لتزويد آلاف المساجد، وأيضاً بفضل المدخلات المقدمة من النشاط العلمي المزدهر في مجالات مثل البصريات والكيمياء، حوّل صانعو الزجاج في الحضارة الإسلامية – ما كان حتى ذلك الحين – حرفة إلى فن الزجاج المعشق الإسلامي كصناعة توظف تقنيات جديدة وعدد كبير من العمال من مختلف أنحاء الحضارة الإسلامية.
في جميع أنحاء الحضارة الإسلامية. تم إنتاج الأواني الزجاجية بكميات كبيرة من القرن الثامن إما عن طريق نفخ الزجاج السائل في الحجرات أو بقطعه من الكريستال، ورث صانعو الزجاج في سوريا و قليلا في مصر صناعة الزجاج وحسنوها، من خلال تطوير تقنيتهم الخاصة لإتقان فن الزجاج المعشق الإسلامي وتلوينه وزخرفته، وتوسيع تنوع المنتجات.
يعود تاريخ الزجاج المعشق في سوريا إلى العصور القديمة، إذ تأثرت سوريا بالحضارات التي تعاقبت عليها، مثل الحضارة الرومانية والبيزنطية.  يتميز الزجاج المعشق السوري بتصاميمه الهندسية والنباتية المعقدة، والتي تعكس مهارة الحرفيين السوريين. 
يوجد عدد من مصانع الزجاج، ولا سيما في ألمانيا، والولايات المتحدة، وإنجلترا، وفرنسا، وبولندا، وروسيا، وسوريا والتي تنتج زجاجًا عالي الجودة، مشكلًا بالنفخ اليدوي (أسطوانة، وقرص، وتاج) ومدرفل (الكاتدرائية والبرّاق). يمتلك فنانو الزجاج المعشق المعاصرون عددًا من المصادر التي يمكن استخدامها في العمل لقرون من الفنانين الآخرين الذين يتعلمون منهم وهم يواصلون التقاليد بطرق جديدة. في أواخر القرن التاسع عشر والعشرين، كان هناك العديد من الابتكارات في التقنيات وأنواع الزجاج المستخدم. طوِرت العديد من الأنواع الجديدة من الزجاج لاستخدامها في النوافذ ذات الزجاج المعشق، ولا سيما زجاج تيفاني و ألواح من الزجاج الملون.

## المصدر
- كتاب تكنولوجيا فن الزجاج- تأليف د.محمد زينهم